# 東町 (神戸市中央区)
東町（ひがしまち）は兵庫県神戸市中央区の町名。郵便番号650-0031。

## 地理
旧居留地の東側の土地。事務所ビル・集合住宅の立つ商業地域。東は加納町、旧居留地内南側は海岸通、西隣は伊藤町、西と北は江戸町に接する。

## 歴史
元は居留地内の通り名で、居留地東端の幅19.8m・長さ462.6mの南北道に明治5年（1872年）に命名され、明治32年（1899年）より正式な町名となった。町名はその位置による。
- 明治34年（1901年）、ドイツ総領事館新築。
- 大正10年(1921年）、神戸商業会議所を設置。
- 昭和4年（1929年）、神戸商業会議所が海岸通一丁目に移転。
- 昭和6年(1931年）、神戸アメリカ領事館が京町から移転。
- 昭和9年（1934年）、ドイツ総領事館が大阪総領事館の分館となる。北町の一部を編入。
- 昭和20年（1945年）、ドイツ領事館が戦災にて焼失。
- 昭和27年（1952年）、神戸アメリカ領事館再開。
- 昭和31年(1956年）、加納町へ新築移転。
- 昭和41年（1966年）、市分庁舎を建設。
- 昭和45年(1970年）、神戸貿易協同組合が貿易ビルを建設。

## 人口統計
- 明治34年（1901年）の戸数6、人口6[1]。
- 大正9年（1920年）の世帯数10、人口43[1]。
- 昭和35年(1960年）の世帯数10、人口44[1]。
- 昭和63年（1988年）の世帯数22、人口35[1]。
- 平成17年国勢調査（2005年10月1日現在）における定住者なし[2]。

## 施設
- 神戸市危機管理センター
- 日本真珠会館
- 大神ビル

かつて神戸港郵便局があった。